# Alma Merklin
Alma Merklin, slovenska pop pevka, * 25. maj 1991, Murska Sobota.
Z glasbo se je začela resneje ukvarjati pri 12 letih, ko jo je pod svoje okrilje vzela učiteljica petja Dada Kladenik. Širši javnosti se je predstavila v 1. sezoni slovenskega X Factorja v kategoriji 14–21 let (njen mentor je bil Damjan Damjanovič). Prišla je med prvo deveterico, izpadla pa je v polfinalu. Najbolj je navdušila v 4. tednu s svojo interpretacijo slovenskega evergreena Poletna noč. Po X Factorju je junija 2012 izdala svoj prvi singel Vsaka minuta, sledili so Sama v mestu, Nežno, grobo, nežno (s Sweet Peak) in Z mano greš. Po krajšem premoru je februarja 2015 izdala svoj prvenec Almanah v retro stilu, ki je mešanica popa ter swinga, soula in charlestona. Pri njegovem nastanku so sodelovali Denis Horvat, Matevž Šalehar - Hamo in Rok Vilčnik. Maja je nato prejela zlato piščal za najboljšo debitantko leta 2014.
Študirala je razredni pouk na ljubljanski Pedagoški fakulteti.

## Diskografija
Singli
- Vsaka minuta (2012) − glasba: Dejan Radičevič
- Sama v mestu (2012) − glasba: Damjan Pančur
- Nežno, grobo, nežno feat. Sweet Peak (2013) − glasba: Mario Čižić
- Z mano greš (2014) − glasba: Denis Horvat
- Pegasti milijonar (2015) – glasba: Denis Horvat
- Do nagega (2015) – glasba: Denis Horvat

Albumi
- Almanah (2015) – Pegasti milijonar; Dej na play; Zaljubljena; Please baby love me; Do nagega; Oktober; PM; Dežnik; Bled; Z mano greš; Rain

## X Factor Slovenija
| Teden          | Pesem                                               | Rezultat      |
| -------------- | --------------------------------------------------- | ------------- |
| 1.             | »Something's Got a Hold on Me« (Christina Aguilera) | Izločilni boj |
| 2.             | »Angel« (Sarah McLachlan)                           | Top 6         |
| 3.             | »Cry Me a River« (Michael Bublé)                    | Izločilni boj |
| 4.             | »Poletna noč« (Marjana Deržaj)                      | Top 4         |
| 5.             | »A View to a Kill« (Duran Duran)                    | Izločilni boj |
| 6. (polfinale) | »Roxanne« (Sting)                                   | Izpadla       |